# Ernest Roney
Ernest John Roney, född 8 juni 1900 i Lambeth, död 23 mars 1975 i Blyth, var en brittisk seglare.
Roney blev olympisk silvermedaljör i segling vid sommarspelen 1924 i Paris.